# 西奧克布拉夫鎮區 (阿肯色州克萊縣)
西奧克布拉夫鎮區（英語：West Oak Bluff Township）是位於美國阿肯色州克萊縣的一個行政鎮區。

## 地方資料
西奧克布拉夫鎮區的面積為52.41平方千米，當中陸地面積為52.27平方千米，而水域面積為0.14平方千米。根據2010年美國人口普查的數據，當地共有人口1274人，而人口密度為每平方千米24.31人。